# HD 193429
HD 193429，又名BD-06 5451，SAO 144313、HR 7772，是一颗恒星，视星等为6.63，位于銀經37.47，銀緯-22.67，其B1900.0坐标为赤經20h 15m 6.7s，赤緯-6° -22.67′ 27″。